# Personel Auschwitz-Birkenau

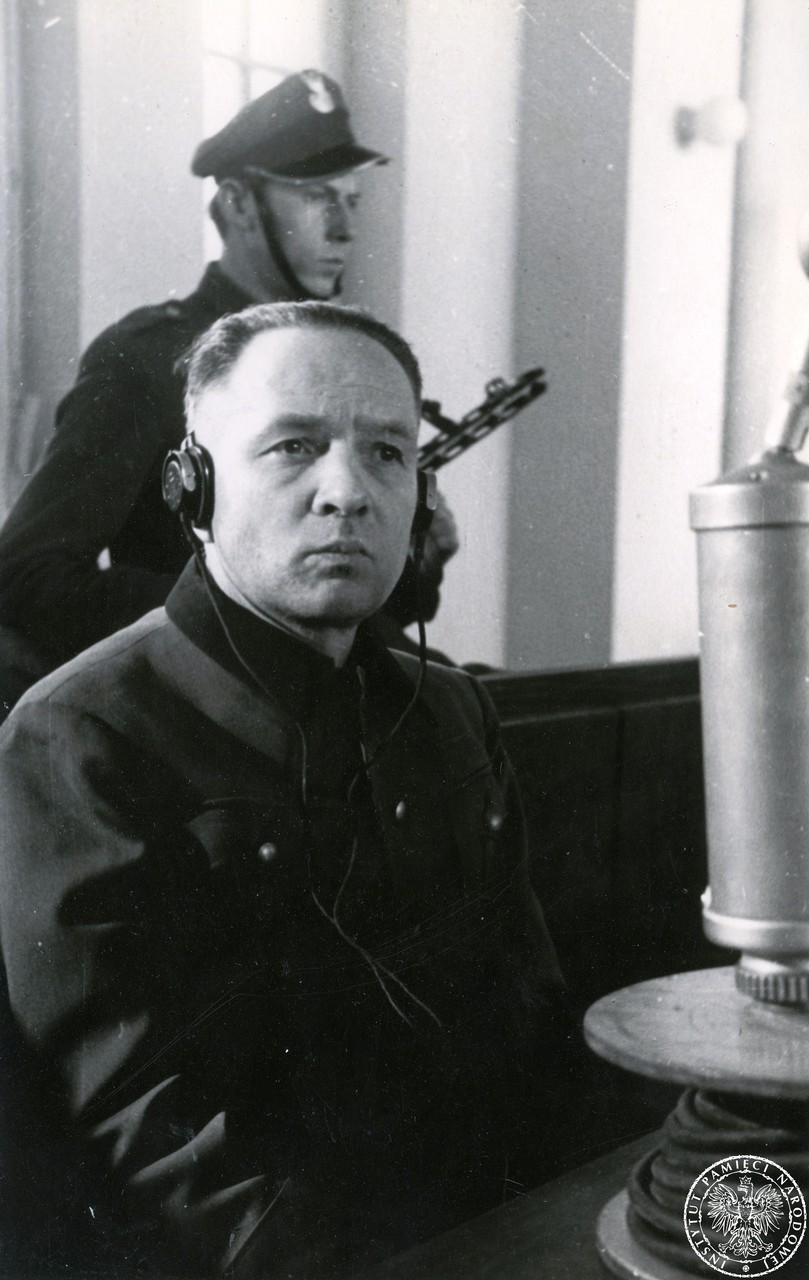
Rudolf Höß, pierwszy komendant Auschwitz 1940-1943 podczas procesu przed Najwyższym Trybunałem Narodowym w Warszawie, 1947

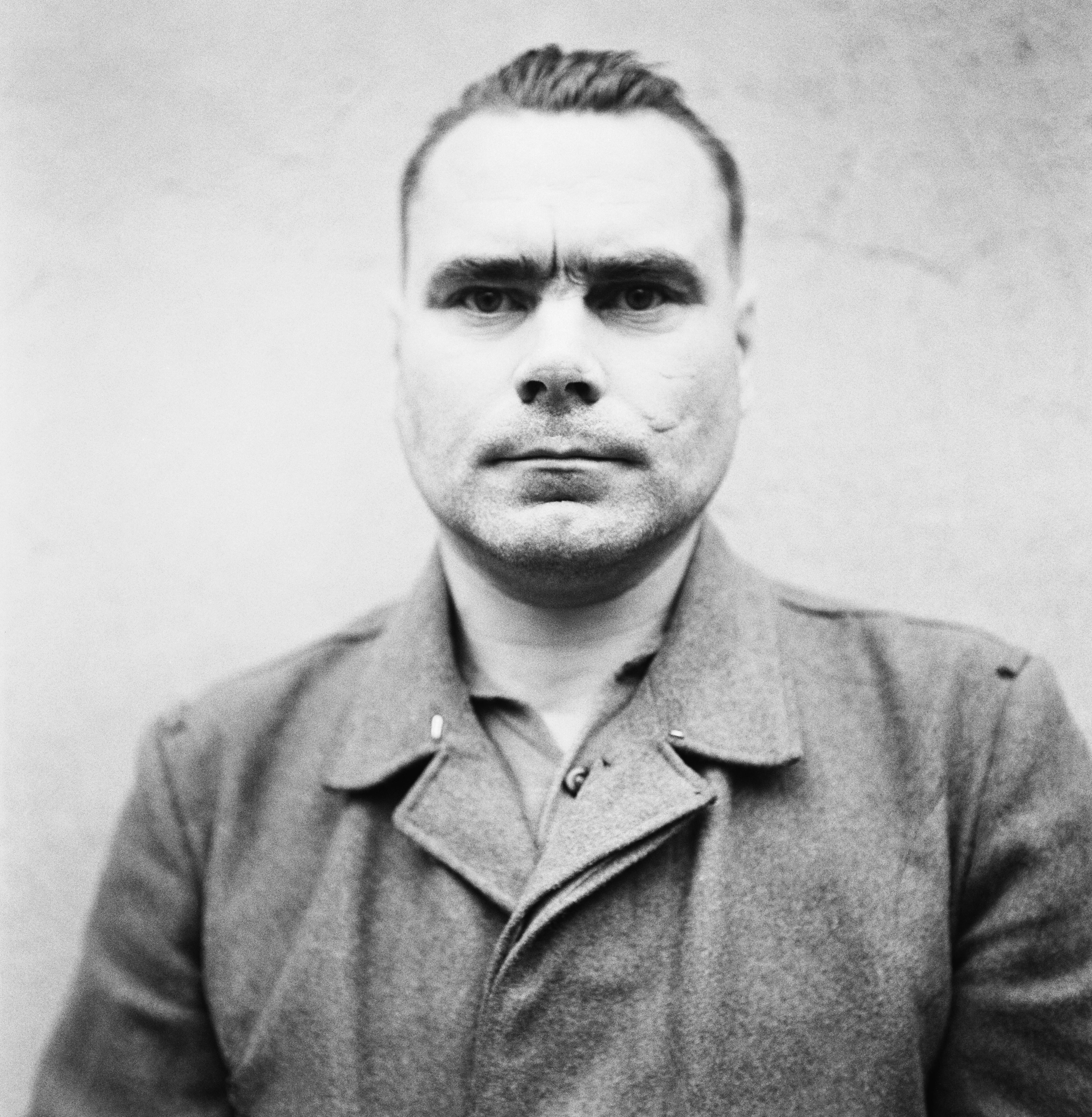
Josef Kramer, 1945

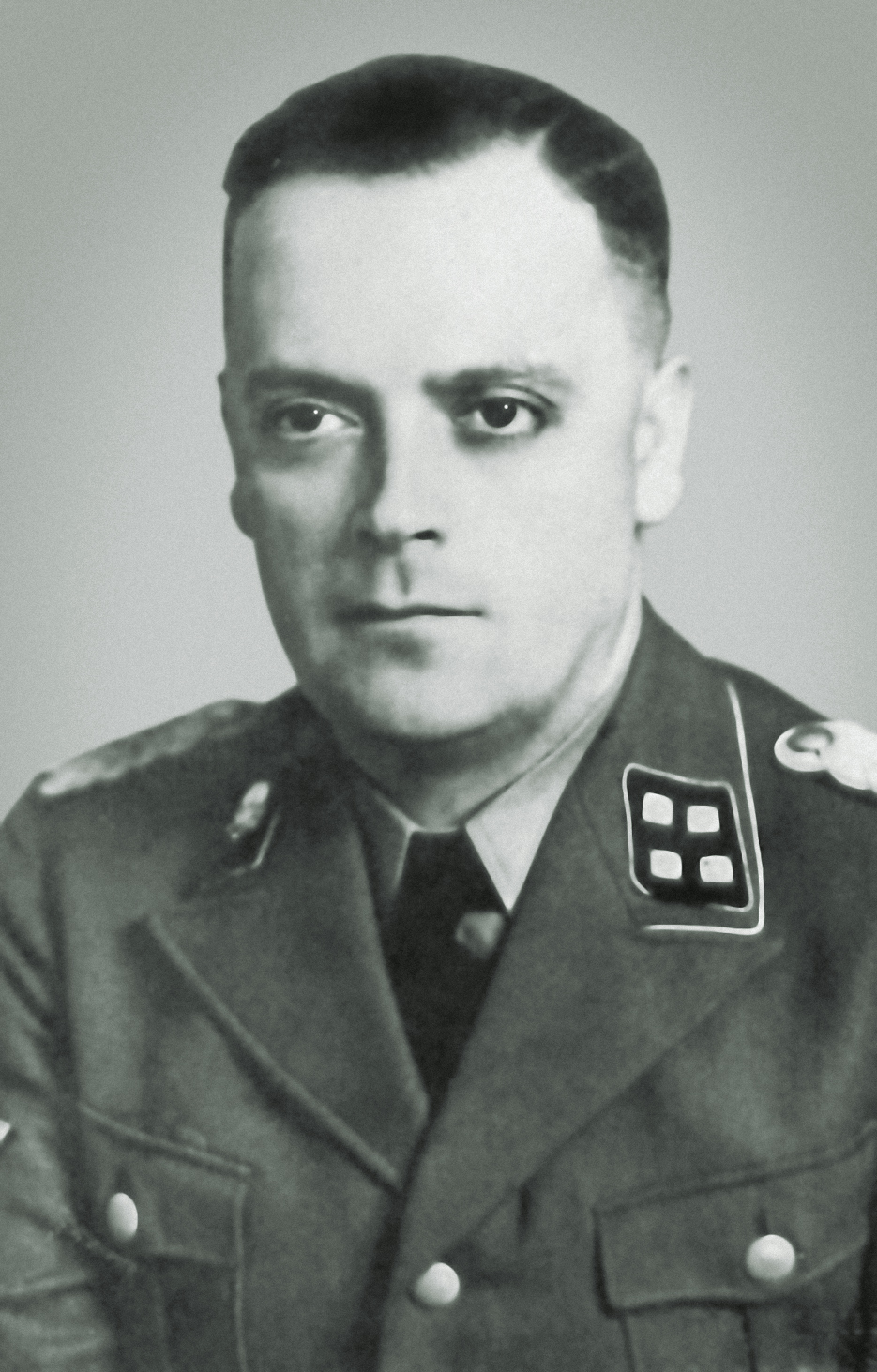
Arthur Liebehenschel, komendant obozu w latach 1943–1944

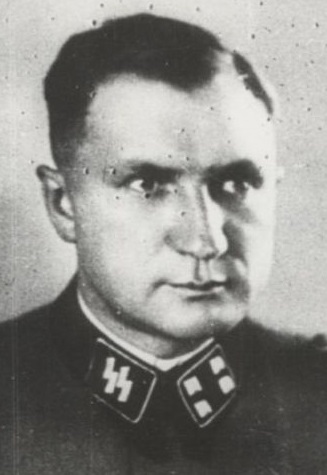
Richard Baer, ostatni komendant obozu (od 11 maja 1944)

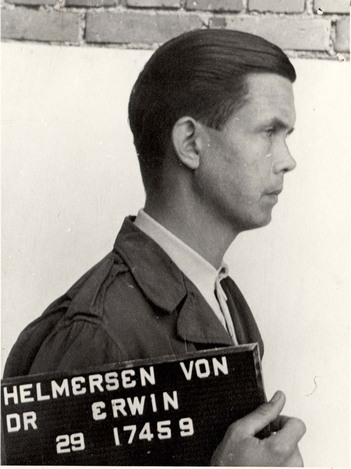
Erwin von Helmersen

Personel Auschwitz-Birkenau – dowódcy, oddziały wartownicze, personel administracyjny i  techniczny niemieckiego nazistowskiego obozu koncentracyjnego Auschwitz-Birkenau.

## Dane ogólne
Obóz koncentracyjny Auschwitz-Birkenau, podobnie jak inne niemieckie obozy koncentracyjne w Europie, podlegał zarządowi SS. Bezpośrednio był podporządkowany Inspektoratowi Obozów Koncentracyjnych (niem. Inspektion der Konzentrationslager), nad którym zarząd pełnił SS-Wirtschafts- und Verwaltungshauptamt. Przez cały okres istnienia obozu w Auschwitz przewinęło się przez niego ok. 8100–8200 esesmanów członków specjalnie powołanej do zarządzania obozami koncentracyjnymi formacji SS-Totenkopfverbände i ok. 200 nadzorczyń SS. Liczba personelu obozowego zmieniała się w czasie i rosła wraz z rozbudową obozu. Na podstawie szacunków historycy ustalili, że liczba personelu obozu koncentracyjnego Auschwitz była zmienna i w poszczególnych latach kształtowała się następująco:
- w 1941 r. – około 700 członków,
- w czerwcu 1942 r. – około 2 tys.,
- w kwietniu 1944 – około 3 tys.,
- w sierpniu 1944 r. – około 3,3 tys.,
- w połowie stycznia 1945 r. – 4480 esesmanów oraz 71 nadzorczyń SS.

Część osób pełniła w Auschwitz-Birkenau stałą służbę od początku do końca funkcjonowania obozu, jednak wiele osób tylko przez pewien czas, po którym odsyłano je do innych podobnych niemieckich obozów koncentracyjnych istniejących na terenie całej okupowanej Europy.

## Wydział I Komendantura
Komendanci
- SS-Obersturmbannführer Rudolf Höß – 1940–1943[2];
- SS-Obersturmbannführer Arthur Liebehenschel – 1943–1944;
- SS-Sturmbannführer Richard Baer – 1944–1945.

Adiutanci
- SS-Obersturmführer Ludwig Baumgartner (Auschwitz I)
- SS-Hauptsturmführer Eduard Brauning (Auschwitz I)
- SS-Hauptsturmführer Erich Frommhagen (Auschwitz I)
- SS-Obersturmführer Karl Hocker (Auschwitz I)
- SS-Hauptsturmführer Josef Kramer (Auschwitz I)
- SS-Hauptsturmführer Robert Mulka (Auschwitz I +II)
- SS-Obersturmführer Rudolf Orlich (Auschwitz III-Monowitz)
- SS-Obersturmführer Hans Schindler (Auschwitz II-Birkenau)
- SS-Hauptsturmführer Viktor Zoller (Auschwitz I)

Komendantura
- SS-Unterscharführer Fritz Frenzel
- SS-Oberscharführer Richard Fritsch
- SS-Sturmscharführer Robert Heider
- SS-Oberscharführer Willi Jordan (Kierownik biura płac)
- SS-Oberscharführer Robert Langer (urzędnik biura płac)
- SS-Oberscharführer Herbert Minkos (kasjer)
- SS-Hauptscharführer Detlef Nebbe

Oficerowie prawni SS
- SS-Obersturmführer Wilhelm Bayer
- SS-Obersturmführer Heinrich Ganninger

## Wydział II Polityczny (gestapo)
- SS-Untersturmführer Max Grabner (Kierownik)
- SS-Untersturmführer Hans Schurz (Kierownik)[3]
- SS-Untersturmführer Hans Stark (Rejestracja śmierci)
- SS-Unterscharführer Bruno Albrecht
- SS-Oberscharführer Wilhelm Boger (Kierownik departamentu ucieczek)
- SS-Unterscharführer Pery Broad[4]
- SS-Unterscharführer Karl Broch
- SS-Sturmscharführer Lorenz Carstensen (Rejestracja)
- SS-Unterscharführer Otto Clauss (Recepcja)
- SS-Oberscharführer Wilhelm Claussen (Sekcja zwolnień)
- SS-Unterscharführer Hans Draser
- SS-Oberscharführer Klaus Dylweski referat przesłuchań i dochodzeń (Vernehmungsabteilung)
- SS-Oberscharführer Josef Erber (Birkenau)
- SS-Unterscharführer Gustav Frank
- SS-Rottenführer Hans Hoffmann
- SS-Oberscharführer Ernst Hofmann (Dział przesłuchań)
- SS-Unterscharführer Wilhelm Hoyer referat przesłuchań i dochodzeń (Vernehmungsabteilung)
- SS-Unterscharführer Hans Johann Kamphuis referat przesłuchań i dochodzeń (Vernehmungsabteilung)
- SS-Unterscharführer Hermann Kirschner
- SS-Unterscharführer Bernhard Kristan (Rejestracja)
- SS-Unterscharführer Gerhard Lachmann referat przesłuchań i dochodzeń (Vernehmungsabteilung)
- SS-Unterscharführer Alois Lorenz referat przesłuchań i dochodzeń (Vernehmungsabteilung)
- SS-Rottenführer Ludwig Pach (Sprawdzanie numerów)
- SS-Unterscharführer Hans Pichler
- SS-Rottenführer Heinrich Pyschny
- SS-Scharführer Johann Schindler
- SS-Unterscharführer Johann Schubert
- SS-Hauptscharführer Bernhard Walter (Wydział ID)
- SS-Hauptscharführer Helmut Westphal
- SS-Oberscharführer Josef Wietschorek (Monowitz)
- SS-Unterscharführer Martin Wilks

## Wydział III Kierownictwo Obozu
Lagerführerzy

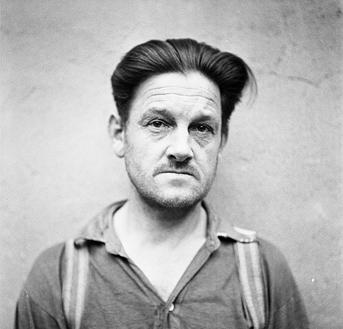
Lagerführer Franz Hössler, 1945

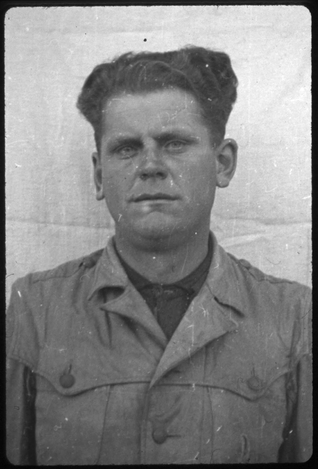
Lagerführer Vincenz Schoettl

- SS-Sturmbannführer Hans Aumeier (Auschwitz I)
- SS-Hauptsturmführer Karl Fritzsch[5] (Auschwitz I)
- SS-Obersturmbannführer Friedrich Hartjenstein (Auschwitz II-Birkenau)
- SS-Obersturmführer Franz Hössler (Auschwitz I + II)
- SS-Hauptsturmführer Franz Johann Hofmann (Auschwitz I)
- SS-Hauptsturmführer Josef Kramer (Auschwitz II-Birkenau)
- SS-Obersturmführer Vincenz Schoettl (Auschwitz III-Monowitz)
- SS-Hauptsturmführer Heinrich Schwarz (Auschwitz III-Monowitz)[6]
- SS-Obersturmführer Johann Schwarzhuber (Auschwitz II-Birkenau)
- SS-Hauptsturmführer Friedrich Seidler (Auschwitz II-Birkenau)
- SS-Unterscharführer Paul Bonigut (Obóz cygański Birkenau)
- SS-Oberscharführer Hermann Buch (Obóz cygański Birkenau)
- SS-Unterscharführer Gerhard Effinger (Canada-Birkenau)
- SS-Unterscharführer Reinhold Hartwecker (Obóz cygański Birkenau)
- SS-Oberscharführer Jakob Jochum (Obóz cygański Birkenau)
- SS-Oberscharführer Ludwig Plagge (Obóz cygański Birkenau)
- SS-Oberscharführer Willi Sawatzki (Obóz cygański Birkenau)

Schutzhaftlagerführerzy
- SS-Obersturmführer Heinrich Josten (Auschwitz I)
- SS-Sturmbannführer Franz Xaver Kraus (Auschwitz I)
- SS-Untersturmführer Franz Xaver Maier (Auschwitz I)
- SS-Hauptscharführer Friedrich Harder (Obóz cygański Birkenau)

Rapportführerzy
- SS-Unterscharführer Fritz Buntrock (Obóz cygański Birkenau)
- SS-Oberscharführer Karl Czapla (Męska kwarantanna Birkenau)
- SS-Hauptscharführer Jakob Fries (Auschwitz I)
- SS-Oberscharführer Oswald Kaduk (Auschwitz I)
- SS-Unterscharführer Karl Kurpanik (Obóz męski Birkenau)[7]
- SS-Hauptscharführer Gerhard Palitzsch (Auschwitz I)
- SS-Oberscharführer Wilhelm Polotzek (Obóz męski Birkenau)
- SS-Oberscharführer Josef Schillinger (Obóz męski Birkenau)[8]
- SS-Unterscharführer Friedrich Stiewitz (Auschwitz I)
- SS-Unterscharführer Alexander Wirth (Obóz męski Birkenau)
- SS-Unterscharführer Joachim Wolf (Obóz męski Birkenau)

Blockführerzy

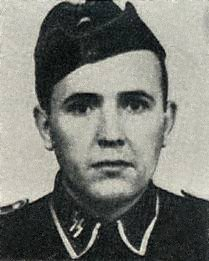
Blockführer Eduard Lorenz

- SS-Rottenführer Karl Bainski (Auschwitz II-Birkenau)
- SS-Rottenführer Stefan Baretzki (Auschwitz II-Birkenau)
- SS-Unterscharführer Franz Baumgartner (Auschwitz I)
- SS-Scharführer Heinrich Bischoff (Auschwitz II-Birkenau)
- SS-Unterscharführer Werner Blaufuss (Auschwitz I)
- SS-Unterscharführer August Bogusch (Auschwitz II-Birkenau)
- SS-Unterscharführer Paul Goetze (Auschwitz II-Birkenau)
- SS-Unterscharführer Otto Latch (Blok śmierci Auschwitz I)
- SS-Unterscharführer Eduard Lorenz (Auschwitz I)
- SS-Oberscharführer Herbert Ludwig (Auschwitz I)
- SS-Unterscharführer Kurt Muller (Blok śmierci Auschwitz I)
- SS-Unterscharführer Bruno Schlage (Blok śmierci Auschwitz I)
- SS-Unterscharführer Richard Schröder (Auschwitz I)
- SS-Hauptscharführer Karl Seufert (Auschwitz I)
- SS-Unterscharführer Paul Szczurek (Auschwitz I)
- SS-Scharführer Peter Weingarten (Auschwitz II-Birkenau)

## Wydział IV Wydział Administracyjno-gospodarczy
Administracja obozu
- SS-Sturmbannführer Wilhelm Burger (Kierownik)[9]
- SS-Obersturmführer Max Meyr (Kierownik)
- SS-Obersturmbannführer Karl Möckel (Kierownik)
- SS-Hauptsturmführer Walter Polenz
- SS-Obersturmführer Walter Schmidetzki (Kierownik)
- SS-Hauptsturmführer Walter Schütz
- SS-Hauptsturmführer Emil Stocker
- SS-Hauptsturmführer Rudolf Wagner (Kierownik)
- SS-Scharführer Georg Engelschall (Sekcja techniczna)
- SS-Hauptscharführer Wilhelm Gehring
- SS-Unterscharführer Adolf Medefind
- SS-Unterscharführer Heinrich Oppelt
- SS-Unterscharführer Richard Perschel (Żeński obóz Birkenau)
- SS-Unterscharführer Franz Romeikat
- SS-Unterscharführer Johann Ruiters (Żeński obóz Birkenau)
- SS-Hauptscharführer Friedrich Schimpf
- SS-Unterscharführer Heinrich Schoppe
- SS-Unterscharführer Hans Schumacher
- SS-Unterscharführer Max Ullmann
- SS-Oberscharführer Hans Zobisch

Własność więźniów
- SS-Obersturmführer Theodor Kratzer (Dyrektor)
- SS-Obersturmführer Max Sell (Dyrektor)
- SS-Unterscharführer Hans Bott
- SS-Unterscharführer Arthur Breitwieser
- SS-Hauptscharführer Werner Hahn
- SS-Hauptscharführer Georg Hocker
- SS-Unterscharführer Karl Morle
- SS-Unterscharführer Franz Wunsch (Magazyny tzw. "Kanada")
- SS-Scharführer Hans Anhalt ("Kanada")

## Wydział V Obozowa służba zdrowia SS
Lekarze garnizonowi

Johann Paul Kremer podczas pierwszego procesu oświęcimskiego

- SS-Obersturmfuhrer dr Franz von Bodmann
- SS-Hauptsturmführer dr Oskar Dienstbach
- SS-Hauptsturmführer dr Bruno Kitt
- SS-Sturmbannführer dr Max Popiersch
- SS-Hauptsturmführer dr Siegfried Schwela
- SS-Sturmbannführer dr Kurt Uhlenbroock
- SS-Sturmbannführer dr Eduard Wirths

Wydział medyczny

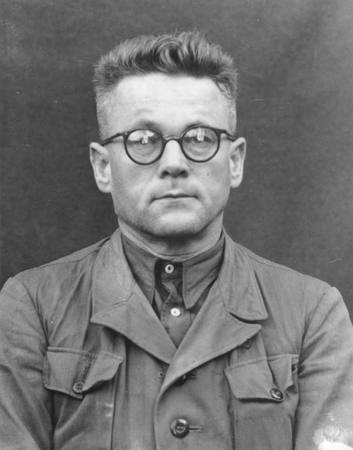
Lekarz Karl Gebhardt, jeden z autorów eksperymentów pseudomedycznych

- SS-Hauptsturmführer dr Benno Adolph
- SS-Obersturmführer dr Otto Blaschke
- lekarz cywilny prof. dr Carl Clauberg
- SS-Hauptsturmführer dr Friedrich Entress (członek załogi od 11 grudnia 1941 do 20 października 1943)[10]
- SS-Hauptsturmführer dr Horst Fischer (asystent lekarza garnizonowego)
- SS-Hauptsturmführer dr Karl-Josef Fischer
- SS-Untersturmfuhrer dr Walter Goebel (asystent dr Carl Clauberg)
- SS-Hauptsturmführer dr Otto Heidl
- SS-Hauptsturmführer dr Erwin von Helmersen
- SS-Hauptsturmführer dr Rudolf Horstmann
- SS-Hauptsturmführer dr Willibald Jobst
- SS-Obersturmführer dr Fritz Klein
- SS-Untersturmführer dr Hans Koenig
- SS-Sturmbannführer dr Eduard Krebsbach
- SS-Obersturmfuhrer dr Hans Kremer
- SS-Obersturmführer dr Johann Paul Kremer[11]
- SS-Obersturmführer dr Franz Lucas
- SS-Hauptsturmführer dr Josef Mengele[12]
- SS-Obersturmführer dr Franz Georg Meyer[13]
- SS-Obersturmführer dr Robert Neumann
- SS-Hauptsturmführer dr Heinrich Plaza
- SS-Obersturmfuhrer dr Werner Rohde
- SS-Hauptsturmführer dr Erich Sauther[14]
- SS-Obersturmführer dr Heinz Schattenberg
- SS-Hauptsturmführer dr Friedrich Schluter
- SS-Hauptsturmführer dr Heinz Thilo
- SS-Hauptsturmführer dr Alfred Trzebinski
- SS-Hauptsturmführer dr Helmuth Vetter
- SS-Hauptsturmführer dr Karl Wotke
- SS-Untersturmführer dr Herbert Wuttke
- SS-Unterscharführer Karl Bara
- SS-Unterscharführer Ferdinand Brauner
- SS-Unterscharführer Emil Hantl
- SS-Unterscharführer Eduard Jambor
- SS-Oberscharführer Josef Klehr (Oficer medyczny)
- SS-Unterscharführer Hans Nierzwicki
- SS-Hauptscharführer Friedrich Ontl (Magazyn medyczny)
- SS-Oberscharführer Herbert Scherpe
- SS-Hauptscharführer Anton Wilhelm (Kierownik szpitala)

Dentyści garnizonowi
- SS-Sturmbannführer dr Raimond Ehrenberger
- SS-Hauptsturmführer dr Willy Frank
- SS-Hauptsturmführer dr Alfred Meimeth
- SS-Hauptsturmführer dr Elimer Precht
- SS-Sturmbannführer dr Karl Teuber

Dentyści
- SS-Obersturmführer dr Andreas Rett
- SS-Obersturmführer dr Willi Schatz[15]
- SS-Hauptsturmführer dr Wilhelm Schulte
- SS-Untersturmführer Josef Simon (technik)

Apteka obozowa
- SS-Sturmbannführer dr Viktor Capesius (Kierownik)
- SS-Obersturmführer Gerhard Gerber (asystent kierownika)
- SS-Sturmbannführer Adolf Kroemer
- SS-Hauptsturmführer Henry Storch

Instytut higieny Auschwitz
- SS-Obersturmführer dr Hans Delmotte
- SS-Untersturmführer dr Hans Munch
- SS-Hauptsturmführer dr Bruno Weber (Dyrektor)

Weterynarze obozowi
- SS-Sturmbannführer dr Ludwig Boehne
- SS-Hauptsturmführer Armand Langermann
- SS-Obersturmführer Friedrich Turek

## Wydział VI – SS Ochrona
Dowódca ochrony SS
- SS-Oberscharführer Kurt Knittel

Dowódcy strażniczych batalionów SS
- SS-Sturmbannführer Max Gebhardt
- SS-Sturmbannführer Arthur Plorin

Jednostki strażnicze SS
- SS-Obersturmführer Roland Albert
- SS-Hauptsturmführer August Arold

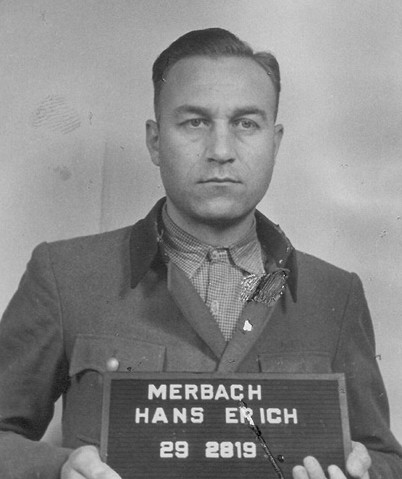
Dowódca oddziału psów Hans Merbach w kwietniu 1947

- SS-Obersturmführer Johann-Detlef Bartels
- SS-Obersturmführer Rudolf Beer
- SS-Obersturmführer Max Otto Ehser
- SS-Obersturmführer Georg Grunberg
- SS-Obersturmführer Georg Gussregen
- SS-Obersturmführer Franz Halblieb
- SS-Hauptsturmführer Karl Heimann
- SS-Obersturmführer Hans Kirschneck
- SS-Obersturmführer Josef Kollmer
- SS-Hauptsturmführer Herbert-Günther Kramer
- SS-Obersturmführer Theodor Lange
- SS-Obersturmführer Hans Merbach (Dowódca oddziałów psów)
- SS-Hauptsturmführer Arie Moehlmann
- SS-Obersturmführer Hans Moser
- SS-Obersturmführer Wilhelm Reischenbeck
- SS-Hauptsturmführer Heinz Ritzheimer
- SS-Obersturmführer Alfred Schemmel
- SS-Obersturmführer Reinhold Schneier
- SS-Untersturmführer Otto Schulz
- SS-Hauptsturmführer Wilhelm Siegmann
- SS-Obersturmführer Franz Stenger
- SS-Sturmbannführer Otto Stoppel
- SS-Obersturmführer Karl Storde
- SS-Obersturmführer Heinrich Taeger
- SS-Hauptsturmführer Hans Weymann
- SS-Sturmbannführer Werner Zorn
- SS-Hauptscharführer Adolf Becker
- SS-Unterscharführer Leopold Behrends
- SS-Unterscharführer Eduard Boczar
- SS-Unterscharführer Aurelian Bodnarasch
- SS-Unterscharführer Theofil Dietrich
- SS-Rottenführer Erich Dinges
- SS-Unterscharführer Willi Freese
- SS-Oberscharführer Emanuel Glumbik
- SS-Unterscharführer Reinhard Graf
- SS-Unterscharführer Rudolf Grimm
- SS-Oberscharführer Vinzent Klose
- SS-Hauptscharführer Matthias Tannhausen
- SS-Unterscharführer Gottfried Weise
- SS-Unterscharführer Friedrich Winter

Dział rolnictwa i wyżywienia
- SS-Obersturmbannführer dr Joachim Caesar (Dyrektor)
- SS-Untersturmführer Friedrich Engelbrecht (Dyrektor fabryki żywności)
- SS-Hauptsturmführer Georg Kudriawtzow
- SS-Obersturmführer Heinz Kuehler
- SS-Obersturmführer Willy Pinnow
- SS-Hauptsturmführer Willi Rieck
- SS-Obersturmführer Helmut Schippel
- SS-Obersturmführer Reinhard Thomsen (Dyrektor)
- SS-Hauptsturmführer Wilhelm Ziemssen
- SS-Oberscharführer Franz Xaver Dornacher (Fabryki żywności)
- SS-Oberscharführer Hans However (Fabryki żywności)
- SS-Unterscharführer Erich Loos (Rzeźnia)
- SS-Oberscharführer Georg Oster (Mleczarnia obozowa)
- SS-Unterscharführer Franz Schebeck (Magazyny żywności)
- SS-Unterscharführer Friedrich Voss (Kierownik mleczrni obozowej)

Biuro konstrukcyjne
- SS-Sturmbannführer Karl Bischoff
- SS-Obersturmführer Walter Dejaco (Planowanie)
- SS-Obersturmführer Karl Eggeling
- SS-Untersturmführer Fritz Ertl
- SS-Obersturmführer Karl Hoffmann
- SS-Obersturmführer Werner Jothann
- SS-Obersturmführer Josef Pollok (adiutant)
- SS-Hauptsturmführer August Schlachter
- SS-Obersturmführer Walter Urbanczyk
- SS-Untersturmführer Fritz Wolter (Inżynier)
- SS-Unterscharführer Ferdinand Baier (Specjalista elektryczność)
- SS-Unterscharführer Josef Janisch
- SS-Hauptscharführer Kurt Kogel

Krematoria
- SS-Oberscharführer Hubert Busch (kierownik krematorium Birkenau)
- SS-Unterscharführer Johann Gorges (kierownik krematorium Birkenau)
- SS-Unterscharführer Josef Hofer (kierownik krematorium)
- SS-Unterscharführer Ewald Kelm (kierownik krematorium Birkenau)
- SS-Hauptscharführer Otto Moll (kierownik krematorium Birkenau)
- SS-Oberscharführer Erich Muhsfeldt (kierownik krematorium Birkenau)
- SS-Unterscharführer Josef Purke (kierownik krematorium Birkenau)
- SS-Oberscharführer Walter Quakernack (kierownik krematorium Auschwitz I)
- SS-Oberscharführer Peter Voss (kierownik krematorium Birkenau)

Podobozy
- SS-Hauptsturmführer Otto Brossmann (Lagerführer Blechhammer)
- SS-Obersturmführer Kurt Klipp (Lagerführer Blechhammer)
- SS-Obersturmführer Paul Mueller (Neustadt)
- SS-Obersturmführer Hans Mulsow (Rajsko)
- SS-Obersturmführer Bruno Pfuetze (Neu-Dachs)
- SS-Oberscharführer Bernhard Becker (Gleiwitz II)
- SS-Unterscharführer Horst Czerwinski (Lagischa)[16]
- SS-Unterscharführer Josef Eckhart (Hubertschutte)
- SS-Oberscharführer Wilhelm Emmerich
- SS-Unterscharführer Alois Frey (Gunthergrube-IG Farben)[17]
- SS-Oberscharführer Konrad Frederickson (Lagerführer Gleiwitz II)
- SS-Oberscharführer Franz Fugger (Rajsko)
- SS-Unterscharführer Bernhard Glaue (Budy)
- SS-Oberscharführer Friedrich Jensen (Lagerführer Gleiwitz I)
- SS-Oberscharführer Karl Jeschke (Charlottengrube)
- SS-Unterscharführer Rudolf Kamieniczny (Janinagrube)
- SS-Oberscharführer Hermann Kleemann (Janinagrube)
- SS-Unterscharführer Wilhelm Kowol (Jawischowitz)
- SS-Oberscharführer Johann Mirbeth (Lagerführer Golleschau i Lagerführer Althammer)
- SS-Oberscharführer Hans Picklapp (Golleschau)
- SS-Hauptscharführer Bernhard Rackers (Lagerführer Gleiwitz II)
- SS-Unterscharführer Karl Reichenbacher (Jaworzno)
- SS-Hauptscharführer Josef Remmele (Lagerführer Jawischowitz)
- SS-Unterscharführer Hugo Schindler (Departament polityczny Eintrachthutte)
- SS-Oberscharführer Max Schmidt (Lagerführer Furstengrube)
- SS-Unterscharführer Otto Schmidt (Dyrektor departamentu politycznego Blechhammer)
- SS-Hauptscharführer Karl Spieker (Lagerführer Gleiwitz III)
- SS-Oberscharführer Richard Stolten (Straż Auschwitz III-Monowitz)
- SS-Unterscharführer Adolf Taube (Hindenburg)
- SS-Hauptscharführer Johann Taute (Departament polityczny Auschwitz III-Monowitz)
- SS-Hauptscharführer Paul Ulbort (Lagerführer Freudenthal)
- SS-Hauptscharführer Albin Vaupal (Lagerführer Sosnowitz II)
- SS-Unterscharführer Gustav Willers (Departament polityczny Neu-Dachs)
- SS-Oberscharführer Franz Wloka (Eintrachthutte & Sosowiec)

Inne
- SS-Obersturmführer Hans Conrad
- SS-Obersturmführer Johann Desch
- SS-Obersturmführer Eduard Drees (Kierownik działu transportu)
- SS-Hauptsturmführer Paul Kreuzmann
- SS-Untersturmführer Alois Kurz (Arbeitseinsatzführer)[18]
- SS-Obersturmführer Valentin Meyer
- SS-Untersturmführer Max Mueller
- SS-Obersturmführer Thomas Paulsen
- SS-Sturmbannführer Guntrum Pflaum
- SS-Untersturmführer Otto Reinicke
- SS-Hauptsturmführer Georg von Sauberzweig
- SS-Obersturmführer Julius Sauer
- SS-Obersturmführer Alfons Verbruggen
- SS-Untersturmführer Konrad Wigand (Garaże SS)
- SS-Rottenführer Richard Bock
- SS-Oberscharführer Hans Boehm
- SS-Hauptscharführer Werner Handler (Kierownik kuchni Birkenau)
- SS-Oberscharführer Franz Hatzinger (technik)
- SS-Rottenführer Leopold Heger (Kierowca komendanta)
- SS-Unterscharführer Otto Herzog
- SS-Hauptscharführer Johann Hofmann
- SS-Unterscharführer Hans Koch (Ekspert od Cyklonu B)[19]
- SS-Unterscharführer Paul Messner (Kierownik młyna)
- SS-Unterscharführer Michael Mokrus
- SS-Unterscharführer Walter Otto (Elektryk)
- SS-Hauptscharführer Karl Rusche (Dyrektor obozowej piekarni)
- SS-Oberscharführer Friedrich Schlepped (Magazyn odzieży SS)
- SS-Oberscharführer Emil Schonmehl (Kierownik garaży)
- SS-Oberscharführer Rudolf Schubert (ssmann)
- SS-Hauptscharführer Wilhelm Stegmann (Sprzęt wojskowy)
- SS-Unterscharführer Hermann Umlaut

## Powojenne losy personelu z Auschwitz

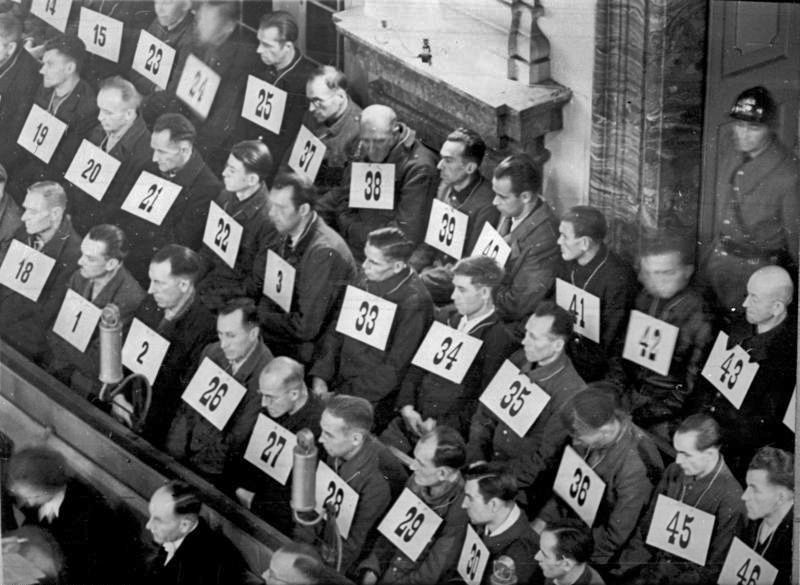
Personel Auschwitz na procesie w Norymberdze

Pomimo procesu norymberskiego, olbrzymia większość oprawców nie została doprowadzona przed trybunały. Szacuje się, że w całym kompleksie nazistowskich obozów pracowało z wolnej stopy około 70 000 osób (głównie SS i gestapo). Po wojnie osądzono około 1700 osób, czyli 2,5% z nich. Z załogi obozu Auschwitz liczącej około 6500–8000 esesmanów do jakiejkolwiek odpowiedzialności pociągnięto nie więcej niż 750 osób, z czego 673 sądzonych było w Polsce.
16 kwietnia 1947 roku, po procesie, odbyła się na terenie Auschwitz I pokazowa, publiczna egzekucja byłego pierwszego komendanta obozu, Rudolfa Hößa – został on powieszony na szubienicy wybudowanej obok pierwszej komory gazowej. Szubienicę zachowano następnie pro memoria.